# توني (إله)
توني «الموت» (بالإنجليزية: Tuoni)‏ إله الموت في الأساطير الفنلندية الذي يحكم أرض الموتى، ويسمى أحيانا مانالا أي الأرض الضائعة. والوصول إلى أرض الموتى يستلزم عبور جسر أسود بنتشر مياها سوداء تسبح فوقها بجعة سحرية.